# Ersin
Ersin ist ein türkischer männlicher Vorname und Familienname. Ersin hat die Bedeutung „du bist ein (heldenhafter, weiser) Mann“.

## Namensträger

### Vorname
- Ersin Akdeniz (* 1987), türkischer Fußballspieler
- Ersin Aydın (* 1990), türkischer Fußballspieler
- Ersin Demir (* 1977), türkischer Fußballspieler
- Ersin Destanoğlu (* 2001), türkischer Fußballspieler
- Ersin Gül (* 1990), deutsch-türkischer Futsal- und Fußballspieler
- Ersin Kaya (* 1993), australischer Fußballspieler türkischer Herkunft
- Ersin Mehmedović (* 1981), serbischer Fußballspieler
- Ersin Nas (* 1978), deutscher Politiker
- Ersin Tatar (* 1960), türkisch-zyprischer Politiker
- Ersin Veli (* 1982), türkischer Fußballspieler
- Ersin Zehir (* 1998), deutsch-türkischer Fußballspieler

### Familienname
- Nurettin Ersin (1918–2005), türkischer General
- Saygın Ersin (* 1975), türkischer Schriftsteller